# Wolfgang Regensburški
Wolfgang Regensburški, nemški škof, misijonar in svetnik, * okoli 934, † 31. oktober 994. Na Slovenskem je poznan tudi pod imenoma sveti Volbenk ali sveti Bolfenk.
Bil je škof Regensburga in velja za enega od treh največjih nemških svetnikov 10. stoletja.